# Міста Запорізької області

Запорізька область на карті України

До складу Запорізької області входять 14 міст. Найбільшим за населенням є Запоріжжя з населенням у 710 052 осіб за даними Державної служби статистики України від 1 січня 2022 року.
Отримати статус міста в України мають право населені пункти, які мають населення понад 10 000 осіб. Цей статус мають чимало міст, які не задовольняють цій вимозі, виходячи з їхнього історичного, економічного або географічного значення. До міської території часто входять прилеглі поселення, які становлять з ним єдину соціальну, економічну та історичну спільність.
У списку показані міста та містечка Запорізької області, офіційні назви українською мовою, їхня площа, населення (за даними перепису 2001 року й інформації Державної служби статистики України від 1 січня 2022 року), географічні координати адміністративних центрів, мовний склад (зазначені мови, що становлять понад 1 % від населення громади за даними Всеукраїнського перепису населення 2001 року), положення на карті області.
Міста України могли мати обласне та районне значення і до адміністративно-територіальної реформи 2020 року в області налічувалося 5 міст обласного значення: Запоріжжя, Бердянськ, Енергодар, Мелітополь, Токмак. Районного значення 9 міст: Василівка, Вільнянськ, Гуляйполе, Дніпрорудне, Кам'янка-Дніпровська, Молочанськ, Оріхів, Пологи і Приморськ. Внаслідок адміністративно-територіальної реформи 2020 року усі міста в Україні (в тому числі і обласні центри, і міста обласного значення) включені до складу районів.

## Список міст
| Назва                | Зображення | Площа (км²) | Населення (за роками перепису та державної статистики) | Населення (за роками перепису та державної статистики) | Рідна мова (2001)                                            | Карта                                                                                        |
| Назва                | Зображення | Площа (км²) | 2001                                                   | 2022                                                   | Рідна мова (2001)                                            | Карта                                                                                        |
| -------------------- | ---------- | ----------- | ------------------------------------------------------ | ------------------------------------------------------ | ------------------------------------------------------------ | -------------------------------------------------------------------------------------------- |
| Бердянськ            |            | 82          | 121 692                                                | 107 928                                                | російська — 75,27 % українська — 23,96 %                     | 46°45′35.23″ пн. ш. 36°47′04.2″ сх. д. / 46.7597861° пн. ш. 36.784500° сх. д. · Бердянськ    |
| Василівка            |            | 10,23       | 15 592                                                 | 12 771                                                 | українська — 77,11 % російська — 21,77 %                     | 47°26′3″ пн. ш. 35°16′35″ сх. д. / 47.43417° пн. ш. 35.27639° сх. д. · Василівка             |
| Вільнянськ           |            | 16          | 16 522                                                 | 14 324                                                 | українська — 86,49 % російська — 12,99 %                     | 47°56′40″ пн. ш. 35°25′59″ сх. д. / 47.94444° пн. ш. 35.43306° сх. д. · Вільнянськ           |
| Гуляйполе            |            | 23,1        | 17 077                                                 | 12 786                                                 | українська — 94,50 % російська — 5,24 %                      | 47°39′37″ пн. ш. 36°16′54″ сх. д. / 47.66028° пн. ш. 36.28167° сх. д. · Гуляйполе            |
| Дніпрорудне          |            | 7,784       | 21 054                                                 | 18 036                                                 | російська — 53,49 % українська — 45,90 %                     | 47°22′56″ пн. ш. 34°59′13″ сх. д. / 47.38222° пн. ш. 34.98694° сх. д. · Дніпрорудне          |
| Енергодар            |            | 63,5        | 56 242                                                 | 52 887                                                 | російська — 61,69 % українська — 37,81 %                     | 47°29′56″ пн. ш. 34°39′21″ сх. д. / 47.49889° пн. ш. 34.65583° сх. д. · Енергодар            |
| Запоріжжя            |            | 331         | 815 256                                                | 710 052                                                | російська — 56,83 % українська — 41,64 %                     | 47°50′16″ пн. ш. 35°8′18″ сх. д. / 47.83778° пн. ш. 35.13833° сх. д. · Запоріжжя             |
| Кам'янка-Дніпровська |            | 20,65       | 15 522                                                 | 12 332                                                 | російська — 73,19 % українська — 26,26 %                     | 47°27′46″ пн. ш. 34°25′22″ сх. д. / 47.46278° пн. ш. 34.42278° сх. д. · Кам'янка-Дніпровська |
| Мелітополь           |            | 49,66       | 160 657                                                | 148 851                                                | російська — 78,14 % українська — 20,42 %                     | 46°50′25″ пн. ш. 35°21′32″ сх. д. / 46.84028° пн. ш. 35.35889° сх. д. · Мелітополь           |
| Молочанськ           |            | 8,5         | 7 964                                                  | 6 099                                                  | українська — 57,38 % російська — 42,28 %                     | 47°12′16″ пн. ш. 35°35′45″ сх. д. / 47.20444° пн. ш. 35.59583° сх. д. · Молочанськ           |
| Оріхів               |            | 10          | 17 955                                                 | 13 896                                                 | українська — 90,23 % російська — 9,34 %                      | 47°34′10″ пн. ш. 35°46′40″ сх. д. / 47.56944° пн. ш. 35.77778° сх. д. · Оріхів               |
| Пологи               |            | 16          | 22 206                                                 | 18 111                                                 | українська — 90,59 % російська — 8,76 %                      | 47°28′32″ пн. ш. 36°16′34″ сх. д. / 47.47556° пн. ш. 36.27611° сх. д. · Пологи               |
| Приморськ            |            | 24,99       | 12 973                                                 | 11 397                                                 | російська — 73,38 % українська — 24,98 % болгарська — 1,32 % | 46°43′8″ пн. ш. 36°21′24″ сх. д. / 46.71889° пн. ш. 36.35667° сх. д. · Приморськ             |
| Токмак               |            | 32,46       | 36 275                                                 | 29 573                                                 | українська — 70,25 % російська — 29,35 %                     | 47°14′56″ пн. ш. 35°42′11″ сх. д. / 47.24889° пн. ш. 35.70306° сх. д. · Токмак               |